# كينيث إف. هاربر
كينيث إف. هاربر هو سياسي أمريكي، ولد في 15 يناير 1931 في كوفينغتون في الولايات المتحدة. نشط حزبياً في الحزب الجمهوري. وقد انتخب عضو مجلس نواب كنتاكي ‏.